# Систематична десенсибілізація
Систематична десенсибілізація — один із найбільш використовуваних методів поведінкової психотерапії, який розробив Джозеф Вольпе на базі експериментів І. П. Павлова і ґрунтується він на принципах «заміщення», «реципрокного гальмування» і «контробумовлення».
Ідеєю є систематичне зниження чутливості людини до предметів, подій чи людей, котрі сприяють підвищенню рівня тривоги та виникненню фобій.
Метою цього методу є зменшення умовного рефлексу, в якості якого виступає переживання страху на об'єктивно нейтральні стимули, зв'язавши ці стимули з позитивним підкріпленням.
У відповідності з процедурою, клієнта спочатку вчать релаксації, а потім поступово піддають впливу подразників (предмети, події чи люди, що викликають тривогу і страх), адже релаксація пригнічує тривогу, яка виникає в присутності подразника.
Систематична десенсибілізація є ефективною для вирішення таких проблем, як, наприклад, боязнь іспитів, страх виступу перед аудиторією, соціальні тривоги і страхи, сексуальні порушення. Але демонструє меншу ефективність при зміцненні адаптивної поведінки або зміні дезадаптивної.
В класичному варіанті систематична десенсибілізація більше підходить для роботи з дорослими. При застосуванні цього методу для роботи з дітьми потрібні певні модифікації. 

## Суть методу
Джозеф Вольпе характеризував свій метод як «поетапне усунення невротичних звичок страху», тобто поступове зниження емоційної чутливості до певних об'єктів або ситуацій.
Неврозом він вважав обумовлений страх, який є причиною більшості форм неадаптивної поведінки. Якщо буде спосіб зниження або повного погашення невротичного страху, то позбавлення від нього призводить і до усунення звичних поведінкових проявів. Страх і тривожність Вольпе не розділяє, оскільки з психофізіологічної точки зору вони ототожнені.
Метод систематичної десенсибілізації передбачає виникнення механізму протиобумовлення, в ході якого стимул, що не викликає страх, усуває попередній рефлекс.
В експериментах на тваринах таким протиобумовлюючим стимулом є годування, а в людини одним зі стимулів, що протилежні страху, є релаксація.
Тому, якщо навчити пацієнта глибокій релаксації і в цьому стані викликати в його уяві стимули, обумовлюючі спочатку менший, а потім більший рівень тривоги, відбудеться десенсибілізація пацієнта і до реальних стимулів, що викликають страх. Таким чином, страх і тривога можуть бути подавленими, якщо об'єднати стимули, що викликають страх із стимулами, які протилежні йому.
Джозеф Вольпе використовував термін «взаємне гальмування», який вперше описав Шерінгтон, при поясненні реакцій спинного мозку. Вольпе розширив його на вищі нейрофізіологічні процеси, тобто є ситуації, в яких поява певної реакції, можливо, викликає послаблення одночасної реакції.
Він вважав, що якщо після протилежної реакції знижується посилення, то попередня реакція повинна піддатися умовному гальмуванню.
Вольпе описав ряд протилежних реакцій стосовно страху і розробив декілька технік, що пов'язані з принципом «взаємного гальмування». З багатьох поведінкових реакцій, що є протилежними страху, в терапії найчастіше використовують м'язову реакцію.

## Історія виникнення
Метод систематичної десенсибілізації розробив південноафриканський психіатр Джозеф Вольпе, ґрунтуючись на основі експериментів І. П. Павлова. Він вважав, що при фобії відбувається генералізація афекту й емоційне переживання страху зв'язується з нейтральними ознаками тих ситуацій, в яких відбулося зародження страху. Тому потрібно досягнути зменшення умовного рефлексу, яким є переживання страху на об'єктивно нейтральні стимули, пов'язавши ці стимули з позитивним підкріпленням.
Під час Другої світової війни Вольпе був офіцером Південноафриканської армії. Він проходив службу в психіатричному воєнному госпіталі, де деякі пацієнти страждали від «воєнного неврозу», що зараз відомий як посттравматичний стресовий розлад.
Джозеф Вольпе і його колеги використовували медикаментозну терапію для того, щоб допомогти пацієнтам впоратися із травмуючими спогадами, але результати були незадовільними. Саме це і підштовхнуло Вольпе до пошуку нових методів лікування тривожних розладів.
У післявоєнні роки Вольпе вивчав модель тривожного неврозу у котів. Піддослідних тварин вдаряли електричним струмом у поєднанні з сильними світловими та звуковими подразниками до тих пір, поки у тварини не вироблялася стійка панічна реакція лише на наближення до клітки. Після того, як фобія була сформована, Вольпе почав досліджувати ефективність різних методів лікування.
Виявилося, що найбільш надійним способом позбавлення від фобії було поступове і систематичне подавлення викликаючих страх стимулів під час годування тварин. Спочатку кота з фобією годували в приміщенні на певній відстані від клітки, потім миску з їжею ставили трохи ближче до клітки, потім ще ближче, потім всередину клітки. Таким чином, тварина «перевчалась» і спокійно себе почувала в тій клітці, яка нещодавно викликала паніку.
Основою для терапевтичних дій став принцип «реципрокного гальмування». Поступово коти втрачали будь-яку чутливість до електричних ударів, які раніше у них викликали значну стурбованість. Тоді Вольпе запропонував, що тривожність і невпевненість можна лікувати, заміщуючи страх в соціальній ситуації емоцією, яка є несумісною зі страхом.
Було доведено, що «якщо у присутності викликаючих тривогу стимулів може бути здійснена реакція, що подавлює тривогу, то вона зменшить зв'язок між цими стимулами і реакцією тривоги». Тобто страх може бути усунений, якщо замінюється станом, що є протилежним до страху.

## Походження терміна
Термін «десенсибілізація» (з лат. desensibilisatio — «зниження чутливості») запозичений із фотографії, де він застосовується для позначення процесу зменшення світлочутливості фотоплівки.
Також цей термін використовують в медицині як метод зменшення або усунення підвищеної чутливості організму до введення алергенів при лікуванні алергій.

## Етапи
- оволодіння клієнтом методикою м'язової релаксації і тренування вмінь клієнта переходити в стан глибокої релаксації.

Цей етап є підготовчим. Тут відбувається навчання клієнта способам регуляції стану напруження і релаксації. Для цього використовують аутогенне тренування, приховане та пряме навіювання, а іноді й гіпнотичний вплив.
- конструювання ієрархії стимулів, що викликають тривожність і страх.

На цьому етапі будується ієрархія стимулів, розставлених відповідно до ступеня тривожності, яку вони викликають. Залежно від того, як представлені стимули, розрізняють два типи ієрархії: просторово-часова та тематична.
- з'єднання уявлень про ситуації, що викликають страх з релаксацією.

Перед початком десенсибілізаційної роботи обговорюється методика зворотнього зв'язку: інформування клієнтом про наявність або відсутність у нього страху в момент уявлення ситуації. Наприклад, про відсутність тривоги повідомляється підняттям вказівного пальця правої руки, а про відсутність — лівої.
Потім потрібно послідовно пред'являти клієнту (який знаходиться в стані релаксації) стимули із побудованої раніше ієрархії, починаючи із найнижчого елемента (який майже не викликає тривожності) і поступово переходячи до більш високих.
При роботі з дорослими, стимули пред'являються вербально, тобто як опис ситуації. Клієнт повинен ж уявити цю ситуацію протягом 5-7 секунд. Далі тривога усувається шляхом підсилення релаксації. Цей період триває 20 секунд. Уявлення ситуації відбувається повторно. Якщо у клієнта тривога не виникає, то потрібно переходити до наступної ситуації. Так, переходячи від ситуації до ситуації по ієрархічній шкалі, клієнт досягає найбільш хвилюючої ситуації і вчиться її витісняти за допомогою релаксації. Після цього тренування переносяться в реальну дійсність. Під час одного заняття відпрацьовується 3-4 ситуації із складеної ієрархії. Якщо з'являється виражена тривога, то потрібно повернутися до попередніх ситуацій.
При роботі з дітьми, можна використовувати методику емотивного уявлення. Тут використовується уява дітей, що дозволяє їм ототожнювати себе з улюбленими героями і розігрувати ситуації, в яких вони беруть участь. Потрібно направляти гру дитини таким чином, щоб вона в ролі цього героя стикалася з ситуаціями, які викликають в неї страх.
При простих фобіях, зазвичай, проводиться 4-5 сеансів, а у складних випадках — 12 і більше. Зазвичай, один сеанс триває не більше 30 хвилин.

## В масовій культурі
- Фільм «Імітатор» Джона Еміела, 1995 року, розповідає про дівчину, що хворіє агорафобією, якій потрібно боротися зі своїм страхом через вимушене знаходження в лякаючих її умовах.
- У фільмі Тома Гупера «Король говорить!» 2010 року ідеться про сина британського короля Георга V, герцога Йоркського, Альберта, який намагається вирішити проблеми із заїканням, відвідуючи сеанси різних логопедів. Після ще одного невдалого сеансу він заявляє, що більше не буде ні в кого лікуватися від своєї недуги. Але одного разу його дружина Єлизавета Боуз-Лайон дізнається про австралійського фахівця Лайонела Лога, чиї методи хоч неортодоксальні і суперечливі, але приносять бажаний результат.
- Ідея телепрограми «Фактор страху» полягає в тому, що учасники отримують завдання, суть яких в контакті з лякаючими для них об'єктами та ситуаціями.
- В 10 серії 1 сезону мультсеріалу «Таємниці Ґравіті Фолз» герой боїться висоти, і для того, щоб подолати цей страх, дівчинка веде його на вишку.
- В третій частині книги Дж. Роулінг «Гаррі Поттер і в'язень Азкабану» та одноіменному фільмі є епізод, в якому на одному із занять учні зустрічаються з богартами, які здатні приймати вигляд того, що боїться людина і для того, щоб їх побороти необхідно уявити протилежні по відношенню до лякаючих ситуації образи.
- В мультсеріалі «Час пригод» в серії «Океан страху» один із головних героїв боїться води і для того, щоб побороти цей страх, він поступово збільшує контакт з лякаючою його стихією, одночасно намагаючись розслабитись.